# Rolf Greger Strøm
Rolf Greger Strøm (ur. 17 maja 1940 w Oslo, zm. 4 sierpnia 1994 w Larvik) – norweski saneczkarz.
Dwukrotnie startował na igrzyskach olimpijskich w jedynkach: w 1964 zajął 4. miejsce z czasem 3:31,21 s, a w 1968 był 19. z czasem 2:56,99 s.
Pięciokrotny mistrz Norwegii w jedynkach (1959, 1964, 1967, 1968 i 1975). Reprezentował klub Akeforeninge i Oslo.
Zmarł 4 sierpnia 1994 w Larvik.
Jego brat Christian również był saneczkarzem (startował na igrzyskach w 1972 i 1976).